# Grayshott
Grayshott è una piccola cittadina dell'Hampshire, parte del distretto dell'East Hampshire.